# Bergonne
Bergonne é uma comuna francesa na região administrativa de Auvérnia-Ródano-Alpes, no departamento Puy-de-Dôme. Estende-se por uma área de 5,75 km². Em 2010 a comuna tinha 333 habitantes (densidade: 57,9 hab./km²).